# 伊萬·費勒爾
伊萬·費勒爾（1984年11月19日—）是一位斯洛文尼亞足球運動員。在場上的位置是前鋒。他現在效力於斯洛文尼亞足球甲級聯賽球隊韋萊涅魯達足球俱樂部。他也代表斯洛文尼亞國家足球隊參賽。